# Бабаєв Олег Мейданович
Оле́г Мейда́нович Баба́єв (21 жовтня 1965, Курськ, РРФСР — 26 липня 2014, Кременчук, Полтавська обл.) — український політик, підприємець і футбольний функціонер. Президент футбольного клубу «Ворскла» з 2005-го по липень 2014 року, почесний президент футбольного клубу «Кремінь». Міський голова Кременчука (з листопада 2010 по липень 2014).
Колишній народний депутат України, колишній член фракції «Блок Юлії Тимошенко» (листопад 2007 — листопад 2010), член Комітету з питань екологічної політики, природокористування та ліквідації наслідків Чорнобильської катастрофи (з грудня 2007).

## Біографія
Азербайджанець за походженням.
1982 року з відзнакою закінчив курську середню школу № 10 та вступив до Мінського вищого військово-політичного училища, яке з відзнакою закінчив у 1986 році. Далі 10 років служив у армії — на Далекому Сході, потім у Чехословацькій Соціалістичній Республіці. Після виведення радянських військ з останньої, був направлений у Київ, де на початку 1990-х набув українського громадянства.
Після розвалу СРСР Бабаєв залишив армію й, аби заробити гроші, подався в бізнес. У 1996—1998 роках  — фінансовий директор комерційної структури. З 1998 року очолив правління ПАТ «Кременчукм'ясо».
2000 року закінчив Київський національний університет імені Тараса Шевченка за спеціальністю «Фінанси» та здобув кваліфікацію економіста.
З квітня 2005 — президент ФК «Ворскла» і почесний президент ФК «Кремінь».

### Народний депутат
З 1999 року по 2007 рік був депутатом Кременчуцької міської ради. З листопада 2007 по лютий 2011 року — народний депутат України 6-го скликання від Блоку Ю. Тимошенко, № 109 у списку.

### Міський голова
З листопада 2010 по 26 липня 2014 року — міський голова Кременчука.

#### Виборча кампанія
У 2010 році балотувався на посаду міського голови Кременчука від ВО «Батьківщина». За даними соціологічних досліджень, на початку виборчої кампанії відставав від опонента Миколи Глухова (ПР), проте вдало проведена кампанія дозволила здобути перемогу з переконливим відривом у 15,15 % голосів.
У листопаді 2010 року, ставши мером, вийшов з партії ВО «Батьківщина», аргументуючи це тим, що міський голова не повинен залежати від партії.

#### Діяльність
Значну увагу Олег Бабаєв приділяв питанням благоустрою Кременчука, зокрема озелененню міста й приведенню до ладу парків та скверів. Наприклад, у 2013 році був частково реконструйований сквер «Жовтневий», вартість робіт становила 4 млн гривень, а в парку «Придніпровський» були встановлені нові атракціони.

#### Конфлікти зі ЗМІ
Конфлікт між міською владою в особі мера і місцевою телекомпанією «Візит» почався в 2012 році — телекомпанія перестала транслювати новини комунальної ТРК, стали частіше виходити критичні сюжети, а мер заявив, що «Візит» ввів цензуру. З бюджету міста стали виділятися додаткові суми на розвиток власного комунального телебачення, а з родиною власників «Візиту» міськрада стала розривати в односторонньому порядку договори оренди. Почалася судова тяганина.
У жовтні 2013 року Олег Бабаєв некоректно відгукнувся про роботу кременчуцьких ЗМІ — телеканалу «Візит», газет «Кременчуцький ТелеграфЪ» і «Програма Плюс».

#### Погляди на Євромайдан
Під час суспільних протестів Олег Бабаєв підтримував активістів, яких місцева міліція і прокуратура хотіли посадити в СІЗО.
27 січня 2014 року на позачерговій сесії депутати на чолі з міським головою проголосували за звернення про відставку Віктора Януковича, Віталія Захарченка, Миколи Азарова та інших державних керманичів, проведення позачергових виборів, скасування законів, що були прийняті 16 січня, та примирення усіх сторін.

### Вбивство

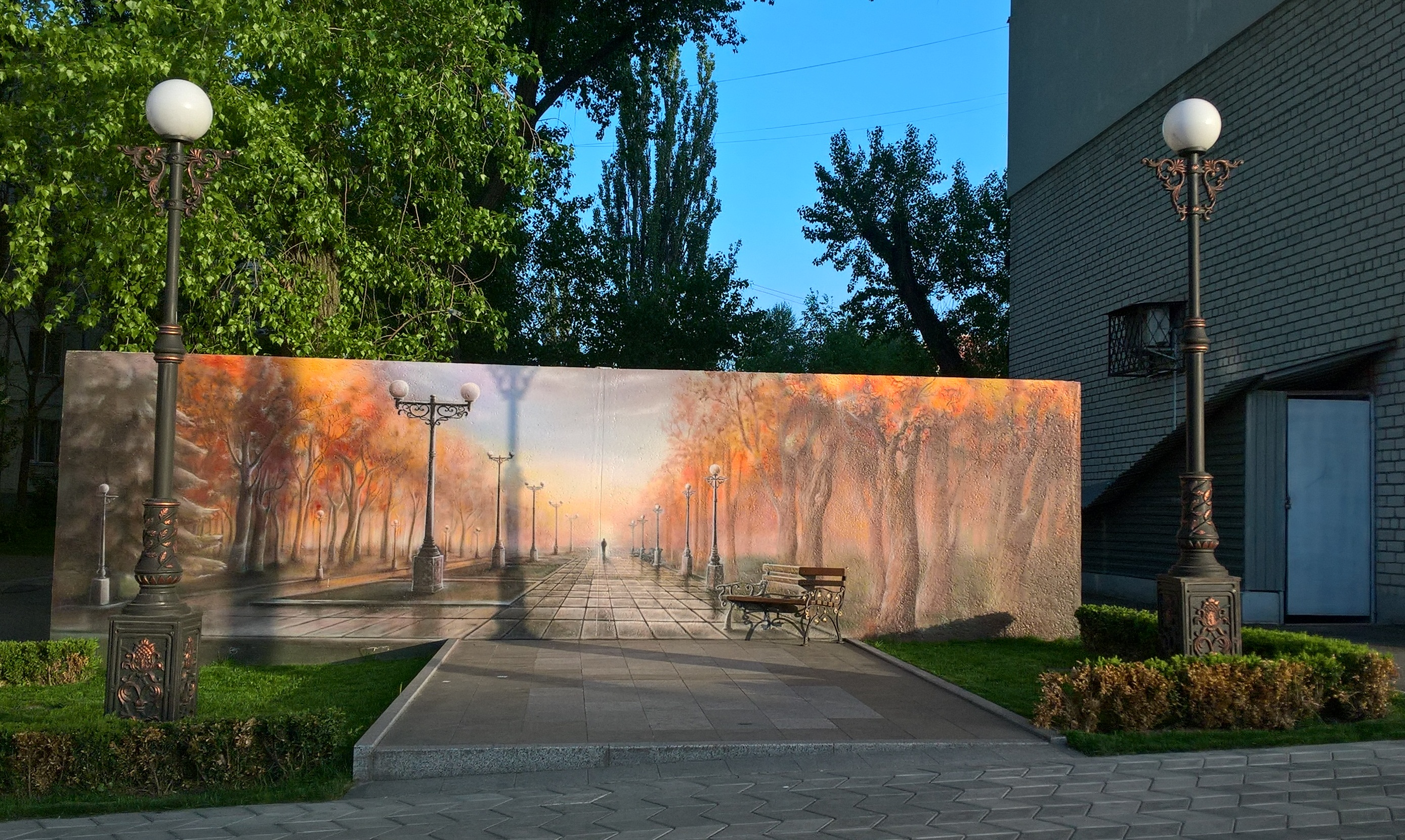
Місце вбивства Бабаєва на вулиці Сумській

26 липня 2014 року, близько 10:00, Олег Бабаєв, їдучи на спортивне тренування, зупинився по дорозі на вулиці Сумській біля сміттєвих баків з торця будинку № 40, аби викинути сміття. У той час нападники, які під'їхали в білому автомобілі ВАЗ, відкрили вогонь: дві кулі влучили у власний автомобіль, одна — в груди Бабаєва. Від отриманих травм він помер на місці злочину. У місті було оголошено чотириденну жалобу.
Міліція розглядала декілька версій вбивства, що стосувалися професійної, підприємницької діяльності, а також особистих мотивів. Попередньо, згідно основної версії, замовником вбивства вважався керівник телекомпанії «Візит» Олександр Мельник.

### Поховання
29 липня з тілом убитого могли попрощатися усі охочі у Міському палаці культури. Церемонія мала тривати дві години, але зважаючи на кількість мешканців, яких зібралось близько 50 тисяч, її продовжили ще на годину. Під оплески і скандування «Дякуємо!» труну проводили на цвинтар.
Поховали міського голову в Кременчуці на Новореївському кладовищі поряд з могилою іншого мера, Івана Пономаренка.

### Бізнес
Першим бізнесом став продаж в Україні старих машин, привезених з Німеччини. Згодом працював у комерційній структурі, що скуповувала шкури великої рогатої худоби і після обробки експортувала їх до Італії.
У 1998 році за дорученням Костянтина Жеваго очолив правління Кременчуцького м'ясокомбінату, вивівши його з банкрутства. У тому ж році став членом наглядової ради банку «Фінанси і кредит». На 2009 рік, Олегу Бабаєву належало 15 % акцій підприємства «Кременчукм'ясо».
2005 року знову ж дорученням бізнесмена Жеваго став президентом полтавського футбольного клубу ФК «Ворскла».
Олег Бабаєв не приховував того, що був мільйонером. Так, у 2013 році задекларував річних прибутків на суму 128 тис. 530 гривень, цінних паперів на суму 4 млн. 552 тис. 820 грн., та вказав, що мав у власності квартиру, площею 98 м², дві земельні ділянки (800 м² та 2500 м²), два дачних будинки (98 м² та 8,6 м²) а також два авто (Mercedes-Benz GL-500 та Mercedes-Benz S-500).

## Особисте життя
Розлучений; мав 2 доньок.

## Оцінки

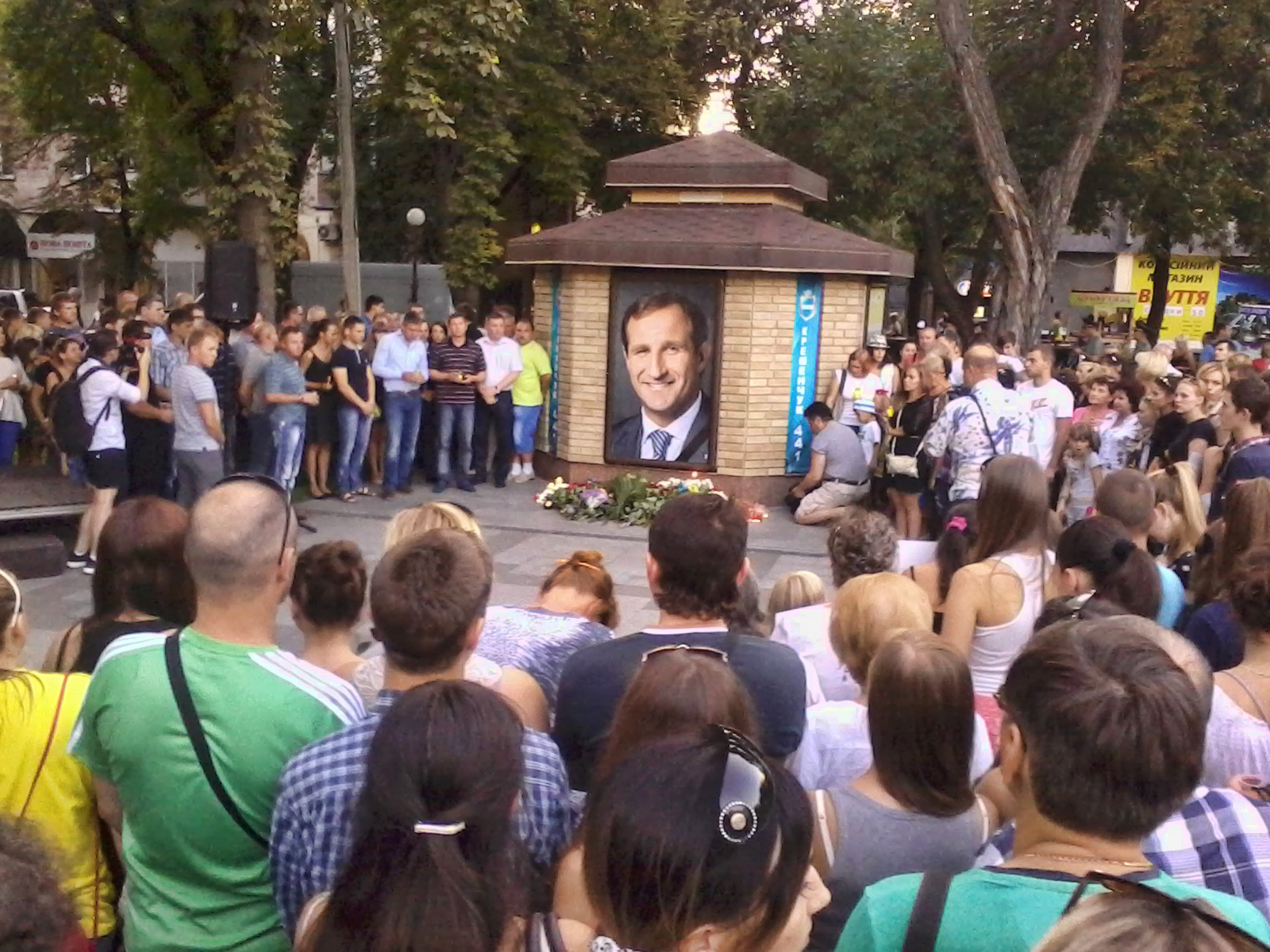
Мітинг-реквієм пам'яті Бабаєва

Олег Бабаєв був впливовою людиною не тільки в Кременчуці, а й в усій Полтавській області. Він міг контролювати регіон та забезпечувати у ньому спокій та реалізацію президентських ініціатив. Після вбивства низка ЗМІ повідомила, що кандидатура Бабаєва розглядалася на посаду голови Полтавської ОДА.
Як міський голова мав неабияку підтримку громадян. Так, за результатами ГО «Незалежний центр стратегічних досліджень» у червні 2014 року серед 1800 респондентів 56,33 % опитаних оцінювали діяльність на «відмінно» та «добре», а підтримати кандидата на виборах були згодні 71,56 %.

## Пам'ять

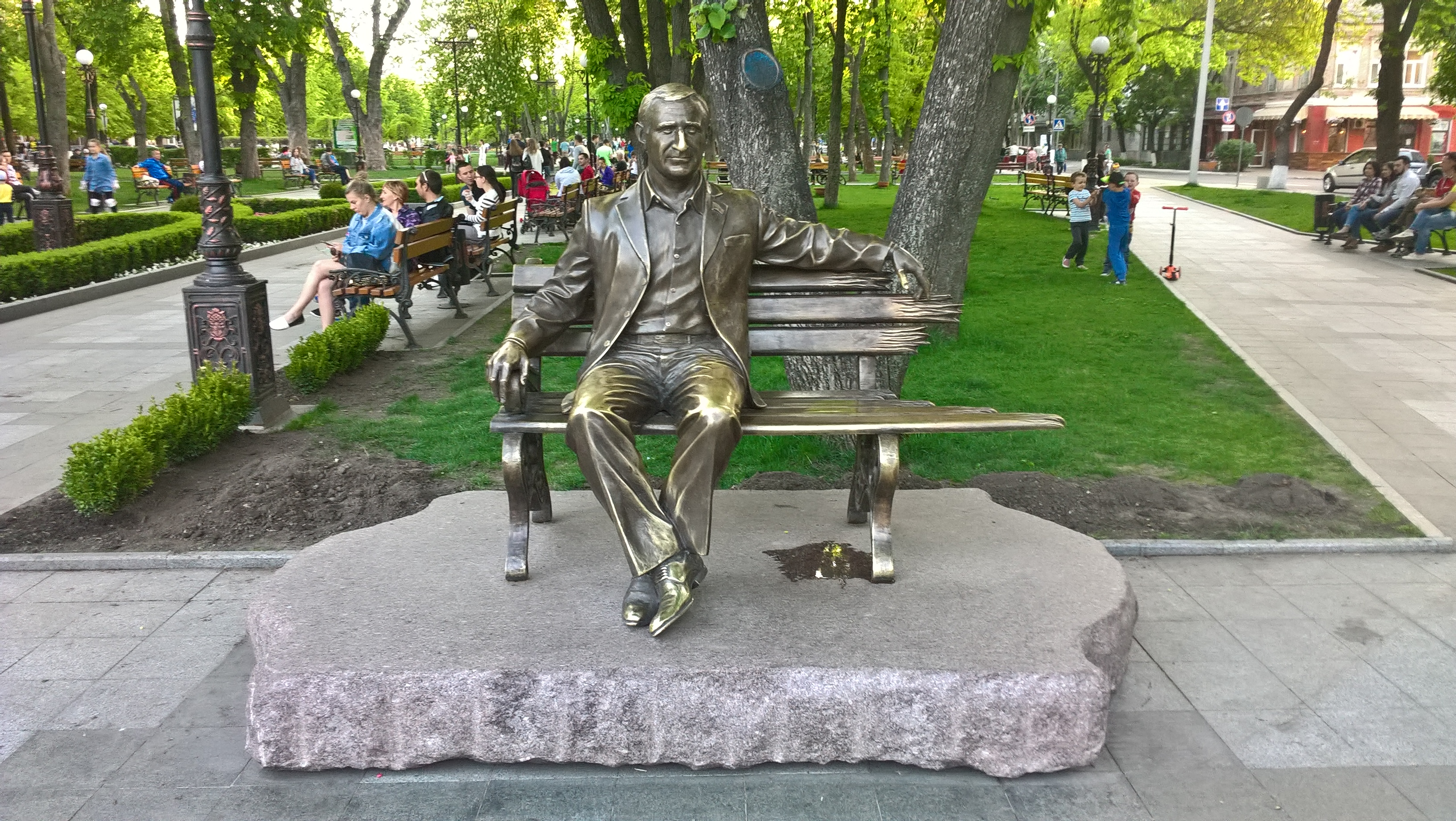
Пам'ятник Бабаєву в однойменному сквері

26 липня о 20:00 кілька тисяч кременчужан зібралась на реквієм-мітинг пам'яті міського голови, у Жовтневому сквері біля фонтану, який був реконструйований саме за мерства Бабаєва.
Мешканці міста запропонували перейменувати сквер на честь Олега Бабаєва, за місяць депутати міської ради затвердили відповідне рішення.
19 січня 2015 року у сквері, вже названому на честь вбитого міського голови, було відкрито пам'ятник Олегу Бабаєву.

## Досягнення
З 4 класу почав займатися дзюдо, отримавши на третьому курсі навчання в Мінському вищому військово-політичному училищі звання майстра спорту СРСР з цього виду спорту. Очолював Полтавську обласну федерацію дзюдо.
Захоплювався футболом. За депутатства був форвардом у команді Парламентського клубу.
У 2004 році удостоєний звання Заслуженого працівника промисловості України.
За даними Всеукраїнської рейтингової програми «Гвардія керівників» визнаний найуспішнішим топ-менеджером української економіки.